# Evaristo de Morais
Antônio Evaristo de Morais (Rio de Janeiro, 26 de outubro de 1871 — Rio de Janeiro, 30 de junho de 1939) foi um rábula e advogado criminalista, e historiador brasileiro.

## Biografia
Era filho de Basílio Antônio de Morais e Elisa Augusta de Morais. Estudou no colégio beneditino mantido na então Capital do Império, onde posteriormente lecionou, a partir do ano seguinte à sua formação ali, em 1886.
Antônio Evaristo de Morais em 1890 participou da construção do Partido Operário, primeira agremiação partidária de caráter socialista da História do Brasil.
Estreou Evaristo de Morais no júri no ano de 1894, trabalhando no escritório Silva Nunes e Ferreira do Faro. Após 23 anos de prática forense, aos quarenta e cinco de idade, veio finalmente a formar-se em Direito, sendo na ocasião o orador de sua turma.
Antônio Evaristo de Morais foi cofundador da Associação Brasileira de Imprensa, em 1908. 
Foi casado com Flávia Dias de Moraes e, em novo casamento, com Dora Szlencka. Pai dos advogados Evaristo de Moraes Filho e Antônio Evaristo de Moraes Filho.
Morreu no Rio de Janeiro – onde praticamente passou toda a sua existência, nunca tendo viajado para o exterior – a 30 de junho de 1939, com 68 anos incompletos.

## Revolta da Chibata
Na década de 1910 trabalhou na defesa dos marinheiros rebelados na Revolta da Chibata. Tornou célebre a campanha pela anistia dos presos, que somente suspenderam a revolta com a promessa jamais cumprida de o governo brasileiro não cometer represálias contra os rebeldes. Foi advogado de defesa de João Cândido Felisberto, o marinheiro conhecido como "Almirante Negro" pela sua formidável campanha estratégica na condução da rebelião dos marinheiros, imortalizado como o marinheiro da menor patente derrotou a Marinha em vários episódios da Revolta da Chibata.

## Partido Socialista
Na década de 1930 Antônio Evaristo de Morais fundou o Partido Socialista, e foi o principal responsável pela sua participação na Segunda Internacional, notabilizando-se como o primeiro partido brasileiro a se filiar a uma internacional socialista. Evaristo se notabilizou ao defender a tese de que os intelectuais de esquerda tinham uma obrigação revolucionária de se aliar com a classe operária a fim de ajudá-la na intervenção socialista na política.
Especializou-se na defesa trabalhista, embora tenha notabilizado no tribunal do júri. Graças a seu histórico de defesa das questões laborais, integrou o Ministério do Trabalho, inovação criada por Getúlio Vargas, colaborando pela Consolidação das Leis do Trabalho.

## Obras publicadas
- Estudos de Direito Criminal: trabalhos forenses e decisões judiciárias (1898);
- Apontamentos de direito operário (1905);
- Extinção do tráfico de escravos no Brasil: ensaio histórico (1916);
- Criminalidade da infância e da adolescência (1916);
- A lei do ventre livre: ensaio de história parlamentar (1917);
- Problemas de direito penal e de psicologia criminal (1920);
- Reminiscências de um rábula criminalista (1922);
- Ensaios de patologia social, 1921. [5]
- Prisões e Instituições Penitenciárias no Brazil (1923);
- A campanha abolicionista: 1879-1888 (1924);
- A escravidão africana no Brasil: das origens à extinção (1933);
- O testemunho perante a justiça penal: ensaio de psicologia judiciária (1933);
- Um erro judiciário: o caso Pontes Visgueiro (1934)[6].